# Interpretazione cristiana dell'Antica Alleanza

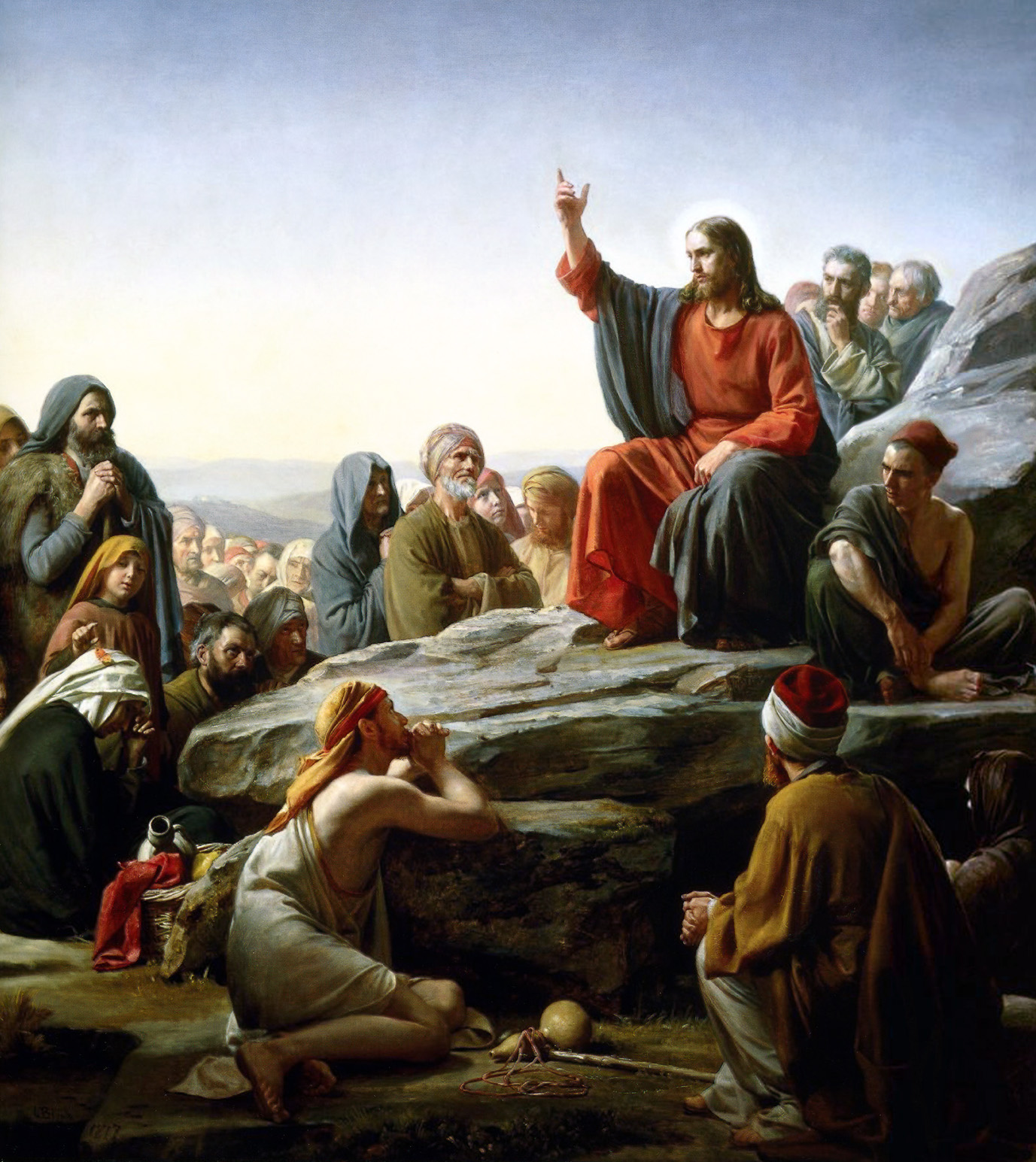
Un dipinto del discorso della Montagna nel quale Gesù commentò l'Antica Alleanza (Carl Heinrich Bloch, m. 1890).

L'alleanza mosaica o Legge di Mosè  - che i cristiani generalmente chiamano "Antica Alleanza" (in contrapposizione alla Nuova Alleanza) - ha svolto un ruolo importante nelle origini del Cristianesimo e ha suscitato serie controversie fin dal suoi inizi: si noti per esempio l'insegnamento della Legge da parte di Gesù durante il suo Discorso della Montagna e la controversia sulla circoncisione.
I membri dell’Ebraismo rabbinico affermano che Mosè presentò le leggi religiose ebraiche al popolo d’Israele e che tali leggi non si applicano ai gentili (inclusi i cristiani), ad eccezione delle Leggi di Noè, che secondo gli insegnamenti rabbinici possiedono valore universale.
La maggior parte dei cristiani, come la Chiesa cattolica, le Chiese riformate e le Chiese metodiste, credono che dell'Antico Patto siano ancora applicabili solo le parti che riguardano la legge morale  (in opposizione alla legge cerimoniale), una minoranza crede che nessuna norma si applichi, mentre i teologi del doppio patto credono che l'Antica Alleanza rimanga valida solo per gli Ebrei. Gli ebrei messianici ritengono che tutte le parti si applichino ancora ai credenti in Gesù e nella Nuova Alleanza. Esistono diverse prospettive cristiane sull'Antica Alleanza.

## Chiesa cattolica

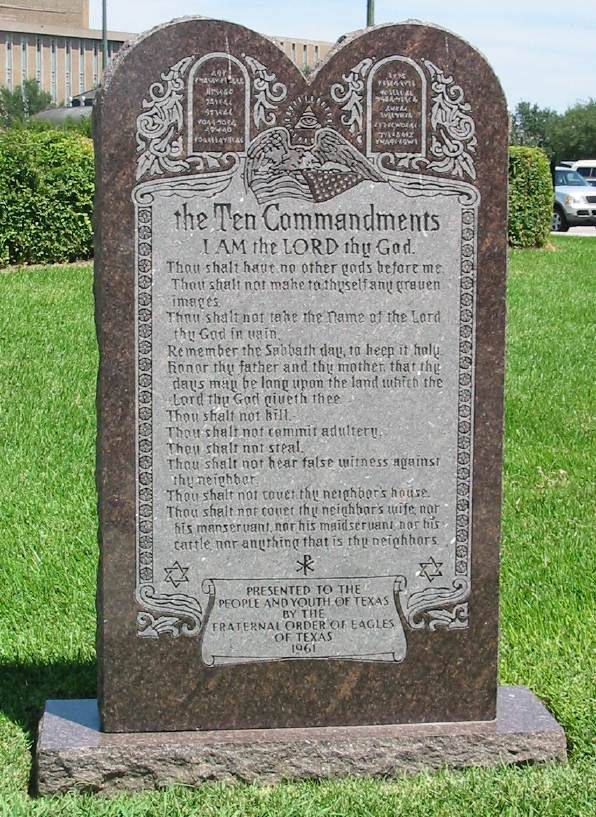
I Dieci Comandamenti in un monumento del Texas State Capitol, che include: "ricorderei di santificare lo Shabbat".

Il teologo Tommaso d'Aquino spiegò che esistono tre tipi di precetti biblici: morali, cerimoniali e giudiziari. Ritiene che i precetti morali siano permanenti, essendo stati preservati anche prima che fosse data la Legge, poiché fanno parte della legge morale naturale. I precetti cerimoniali, relativi alle forme di adorazione di Dio e alla purezza rituale, e i precetti giudiziari (come quelli di Esodo 21) vennero ad essere solamente con la legge mosaica e avevano invece un carattere temporaneo. I precetti cerimoniali erano «ordinati al culto divino per quel particolare tempo e alla prefigurazione di Cristo». Perciò, alla venuta di Cristo, furono abrogati e il continuare a praticarli equivarrebbe a negare la venuta di Cristo, peccato mortale per i Cristiani.
Anche I precetti giudiziari cessarono di essere vincolanti con la venuta di Cristo, ma non è peccato mortale farli rispettare: "se un sovrano ordinasse che questi precetti giudiziari siano osservati nel suo regno, non peccherebbe". Sebbene Tommaso d'Aquino credesse che le specificità delle leggi giudiziarie dell'Antico Testamento non fossero più vincolanti, insegnò che i precetti giudiziari contenevano principi universali di giustizia che riflettevano la legge naturale. Per questo alcuni studiosi si riferiscono alle sue opinioni circa il governo come "teonomia dell'equità generale".
A differenza dei precetti cerimoniali e giudiziari, i precetti morali continuano a vincolare e sono riassunti nei Dieci Comandamenti (sebbene l'assegnazione della vacanza settimanale al sabato sia cerimoniale) 
La Chiesa cattolica romana insegna che gli Apostoli istituirono la celebrazione religiosa della domenica senza trasferirvi gli obblighi cerimoniali associati allo Shabbat, sebbene in seguito alcuni di questi obblighi siano stati annessi alla domenica, non senza opposizione all'interno del Chiesa. La Chiesa cattolica romana applica quindi il terzo comandamento alla Domenica, il giorno del Signore.

## Luterani

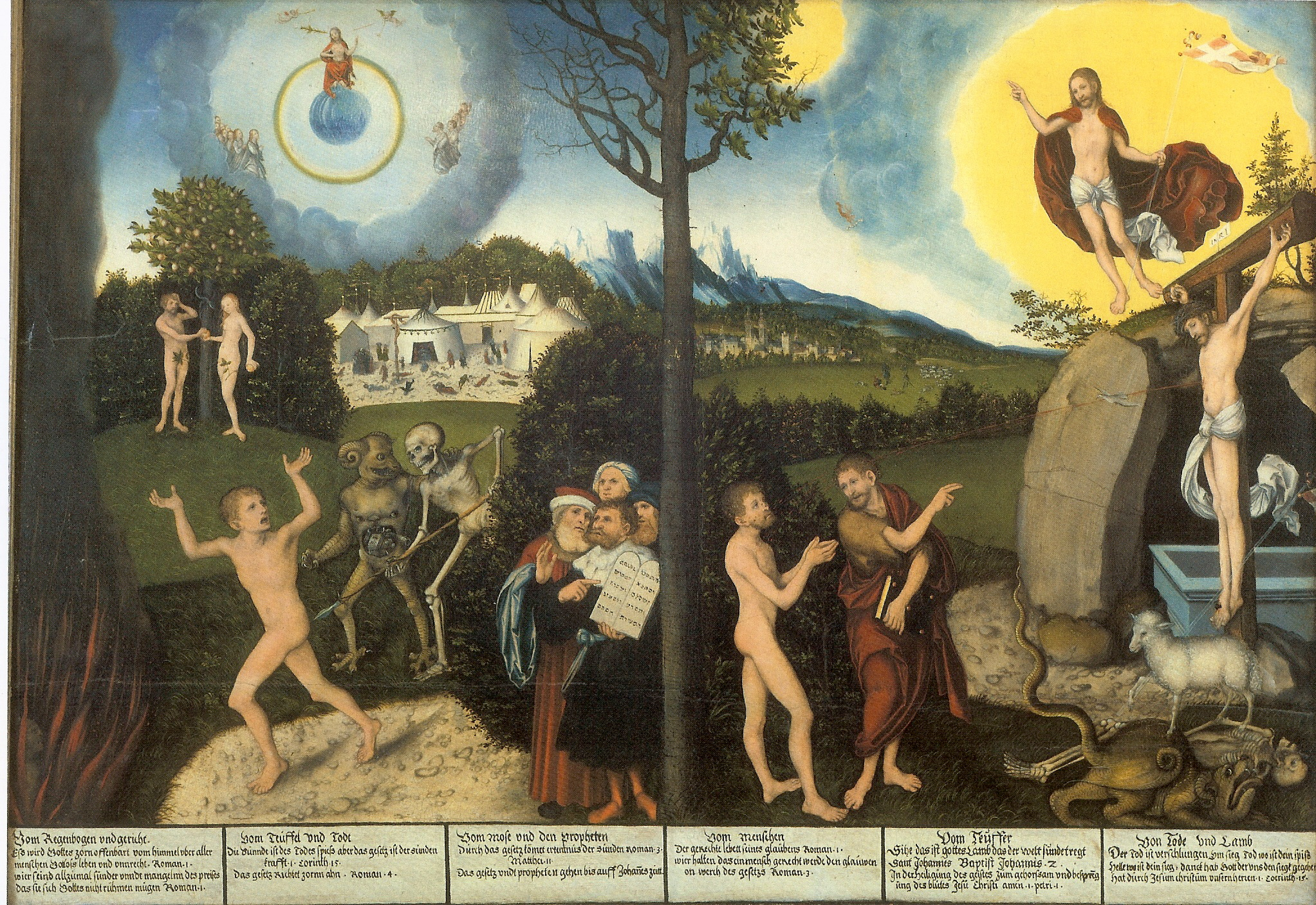
Legge e Grazia (Lucas Cranach il Vecchio, 1529 ca). Il lato sinistro dell'albero illustra la legge, mentre il lato destro illustra la grazia.

L'articolo V della Formula della Concordia (del 1577) della Chiesa luterana dichiara:
(Formula della Concordia, 1577)
La distinzione tra Legge e Vangelo è che la Legge esige l'obbedienza alla volontà di Dio, mentre il Vangelo si riferisce alla promessa del perdono dei peccati alla luce della persona e dell'opera di Gesù Cristo. Tra il 1580 e il 1713 (considerato l'età dell'ortodossia luterana) questo principio fu considerato di fondamentale importanza dai teologi luterani.
Il fondamento dell'esegesi e dell'esposizione biblica luterana è contenuto nella Confessione di Augusta del 1531:
(Apologia della Confessione di Augusta, 1531)
I luterani, citando Colossesi 2 e Romani 14  credono che la circoncisione e le altre leggi cerimoniali dell'Antico Testamento non si applichino più ai cristiani.

### Chiese riformate
Il punto di vista delle Chiese riformate o del calvinismo, denominato teologia dell'Alleanza, è simile al punto di vista cattolico romano nel ritenere che la Legge mosaica continui sotto la Nuova Alleanza, ad eccezione del superamento di alcune parti. La Confessione di fede di Westminster del 1646 divide le leggi mosaiche in tre categorie: morali, civili e cerimoniali. Secondo l’assemblea di chierici che redasse questo documento, si applicano direttamente ai cristiani di oggi solamente le leggi morali della Legge mosaica, che includono i Dieci Comandamenti e i comandi ripetuti nel Nuovo Testamento. Le leggi cerimoniali includono i regolamenti relativi alla pulizia cerimoniale, alle feste, alla dieta e al sacerdozio levitico.
La categorizzazione non è sempre facile e talora può dare esiti sovrapposti. Essa è generalmente possibile e basata sui comandi stessi, in particolare a chi si rivolgono, di chi o di cosa parlano e sul loro contenuto. Ad esempio, una legge cerimoniale potrebbe essere indirizzata ai leviti, parlare di purificazione o di santità e avere contenuti che potrebbero essere considerati come una prefigurazione di qualche aspetto della vita o del ministero di Cristo. In modo coerente, la maggior parte degli avvocati sostiene anche che quando ci riferisce alla Legge in quanto eterna, si compie comunque un riferimento a certe sezioni della stessa.

### Anglicani e metodisti
Anglicani e metodisti hanno rispettivamente espresso i Trentanove articoli di religione e gli articoli di religione.
L'articolo 7 della versione del 1563 della Chiesa d'Inghilterra e altre versioni, così come l'articolo VI degli articoli metodisti di religione, specificano solo che i cristiani sono vincolati dai "comandamenti che sono chiamati morali", ma non sono vincolati dai precetti cerimoniali, rituali, o dalle leggi civili derivanti dalla "legge di Mosè".

### Dispensazionalismo
Come sistema teologico, il dispensazionalismo è radicato negli scritti di John Nelson Darby (1800–1882) e nel Movimento dei fratelli, ma non è mai stato definito formalmente e incorpora diverse varianti. I dispensazionisti dividono la Bibbia in un numero variabile di dispensazioni o età separate. Quelli tradizionali credono che solo il Nuovo Testamento si applichi alla chiesa di oggi, mentre gli iperdispensazionalisti credono che si applichi solo la seconda metà del Nuovo Testamento a partire da Atti 28.
Wayne G. Strickland, professore di teologia alla Multnomah University, afferma che la sua (non necessariamente "la") visione dispensazionalista è che "l'età della chiesa ha reso inoperante la legge".
Questo punto di vista sostiene che le leggi mosaiche e le sanzioni ad esse associate erano limitate al particolare contesto storico e teologico dell'Antico Testamento. In questa prospettiva, la Legge è stata data a Israele e non si applica dall'epoca della Nuova Alleanza.
La Legge mosaica è sostituita dalla Legge di Cristo che, pur nuova e diversa, presenta delle analogie rispetto ai precetti morali. Malgrado questa differenza, i dispensazionalisti continuano a cercare di trovare nella Legge mosaica i principi morali e religiosi applicabili nell'età attuale.
Credendo che la Nuova Alleanza sia una nuova dispensazione, George R. Law ha proposto che la Legge di Cristo sia stata proposta in Matteo 5-7. Egli suggerisce che il racconto di Matteo del Discorso della Montagna sia strutturato in modo simile alla forma letteraria di un antico trattato di alleanza del Vicino Oriente. La teoria di Law si basa sul lavoro di Viktor Korošec, Donald J. Wiseman e George E. Mendenhall. Questa nuova forma dell’alleanza, come altre variazioni della forma del patto nel corso della storia antica, può essere identificata dalla sua combinazione di elementi di quella antica. Se Matteo 5-7 è l’esposizione della Nuova Alleanza, allora il suo contenuto può anche essere identificato come la presentazione formale della Legge di Cristo che include i nuovi Dieci Comandamenti.
Il dispensazionalismo divide la Bibbia in questi sette periodi:
1. dell'innocenza (Gen 1,1–3,7), prima della caduta di Adamo;
2. della coscienza (Gen 3,8–8,22), Adamo a Noè;
3. del governo (Gen 9,1–11,32), Noè ad Abramo;
4. del dominio patriarcale (Gen 12,1–Es 19,25), Abramo a Mosè;
5. della Legge mosaica (Es 20:1–Atti 2:4), Mosè a Gesù;
6. della teologia (Atti 2:4–Apocalisse 20:3), l'attuale epoca della chiesa;
7. di un regno millenario letterale e terreno di 1.000 anni che deve ancora venire (Apocalisse 20:4–20:6).[24]

### Teonomia
A partire dagli anni '70 e '80, un oscuro ramo del calvinismo noto come ricostruzionismo cristiano ha sostenuto che le leggi civili e le leggi morali dovrebbero essere applicate nella società odierna come parte della creazione di uno stato teonomico moderno. Tale tesisi chiama teonomia. Questo punto di vista è una rottura con la tradizionale posizione Riformata, inclusa quella di Giovanni Calvino e dei Puritani, secondo la quale le leggi civili sono state abrogate sebbene rimangano utili come guida e rivelazione del carattere di Dio.
Alcuni teonomisti si spingono oltre e abbracciano l'idea che l'intera Legge continui a funzionare, sostenendo che il modo in cui i cristiani osservano alcuni comandamenti è cambiato mentre è rimasto immutato il loro contenuto o significato. Ad esempio, direbbero che i comandamenti cerimoniali riguardanti la Pasqua prefiguravano la morte sacrificale di Cristo, mentre il mandato eucaristico ne è un richiamo, laddove il primo pertiene al sacerdozio levitico, mentre il secondo al sacerdozio di tutti i credenti, benché entrambi condividano il medesimo contenuto e significato.

### Teologia della Nuova Alleanza
La Teologia della Nuova Alleanza (New Covenant Theology, NCT) combina aspetti del dispensazionalismo con la Teologia dell’Alleanza.
L’ NCT afferma che tutte le leggi dell'Antica Alleanza sono state adempiute da Cristo e sono quindi cancellate o abrogate a favore della Sua Legge o della legge della Nuova Alleanza. Con l'Antica Alleanza l'NCT rigetta anche l'antinomismo.
Essa si pone in contrasto con la maggior parte delle altre chiese cristiane secondo le quali i Dieci Comandamenti e le altre leggi divine dell'Antica Alleanza non sono state "cancellate".
I teologi della Nuova Alleanza vedono la Legge di Cristo o la Legge del Nuovo Testamento come la reale continuazione di altre leggi divine dell’Antica Alleanza, formalmente cancellate. Le leggi antiche sarebbero state rinnovate con un diverso grado di comprensione da parte dei fedeli. 
Sulla questione della legge, il dispensazionalismo è molto simile all'NCT che però potrebbe ancora evolvere un sistema coerente e maggiormente distinto. Richard Barcellos ha criticato l'NCT per la proposta di cancellazione dei Dieci Comandamenti.

### Teologia della doppia alleanza
Negli anni successivi all'Olocausto, alcuni autori si sono chiesti se il Cristianesimo richieda una posizione trionfalista nei confronti dell'Ebraismo. L'insegnamento cristiano tradizionalmente sostiene l'opinione supersessionista secondo la quale con la Nuova Alleanza il popolo cristiano fosse divenuto il nuovo Israele spirituale, mentre "il vecchio Israele carnale era stato sostituito".
La Teologia della Doppia Aleanza si pone in aperto contrasto con il supersessionismo, con le dottrine dell'Extra Ecclesiam nulla salus e del Solus Christus. Essa adotta una visione cristiana liberale per la quale il patto biblico di Dio con il popolo ebraico è eterno.

### Osservanti della Torah
Secondo i cristiani che osservano la Torah, le leggi dell'Antica Alleanza rimangono valide e applicabili al'interno della Nuova. Questo punto di vista si basa sull'idea che Gesù , in quanto Figlio di Dio e Messia, non poteva mutare e non cambiò lo standard dell'obbedienza divina, ma piuttosto riaffermò l'applicabilità permanente anche del più piccolo dei comandamenti della Torah. 
I cristiani che osservano la Torah sono sia di etnia ebraica che gentili.

## Passaggi della legge di interpretazione controversa
Gli Atti degli Apostoli nel Nuovo Testamento descrivono un conflitto tra i primi cristiani sulla necessità di seguire alla lettera tutte le leggi della Torah.
Alcuni hanno interpretato l'affermazione di Marco 7:19 ("Dichiarava così mondi tutti gli alimenti") nel senso che Gesù insegnava che le leggi alimentari del Pentateuco non erano più applicabili ai suoi seguaci. Tale affermazione non è presente in Matteo 15:15-20.
La parola controversa è καθαρός che significa "purezza". Il teologo Gerhard Kittel scrive: "È proprio dell'essenza della religione del NT che il più antico concetto rituale di purezza non sia semplicemente trasceso, ma rifiutato in quanto non obbligatorio. La purezza religiosa e morale ha sostituito il rituale e il culto". Gesù sviluppa la sua dottrina della purezza nella sua lotta contro il farisaismo e in Matteo 23:25–26 rifiuta l'osservanza delle norme rituali sulla purezza in quanto norme meramente esteriori; ciò che contamina una persona viene da dentro, dal cuore umano (Marco 7:20–23).
Altri notano che Pietro in Atti 10:14 affermò di non aver mai mangiato nulla che non fosse kosher molti anni dopo Atti 2 (relativo alla Pentecoste). Affermando «Assolutamente no, Signore, perché io non ho mai mangiato nulla di impuro e di contaminato», Pietro rivela di non sapere che Gesù avesse cambiato le norme alimentari mosaiche e sottintende che queste regole fossero rimaste immutate. Più avanti negli Atti, Pietro si rende conto che la visione è in riferimento ai gentili ora purificati per mezzo di Cristo. In Marco 7 Gesù potrebbe essersi riferito solo a una tradizione dei farisei sul mangiare con le mani non lavate.
A più riprese, Paolo menzionò l'adesione alla “Legge” e predicò in relazione ai Dieci Comandamenti, come nel caso dell'idolatria. Molti cristiani credono che il Discorso della Montagna sia una forma di commento ai Dieci Comandamenti. Nell'esposizione della Legge Gesù disse di non essere venuto per abolirla, ma per adempierla (es. Matteo 5:17-18). Nella versione di Luca 23:2 data da Marcione troviamo l'estensione: "Abbiamo trovato quest'uomo che perverte la nazione e distrugge la legge e i profeti".

## Storia e contesto

### Ellenismo
Le conquiste di Alessandro Magno alla fine del IV secolo a.C. diffusero la cultura e la colonizzazione greca su terre non greche, comprese la Giudea e la Galilea, e diedero origine all'età ellenistica, che cercò di creare una cultura comune e universale nell'impero alessandrino o macedone basata su quella dell'Atene del V e IV secolo a.C. (età di Pericle), unitamente a una fusione di culture del Vicino Oriente.
La sintesi elaborata dalla cultura ellenistica ebbe un impatto profondo sui costumi e le pratiche degli ebrei, sia in Terra di Israele che nella diaspora. Sussisteva uno stallo culturale tra la cultura ebraica e quella greca. Le iingerenze nel giudaismo diede origine al giudaismo ellenistico nella diaspora ebraica che tentò di stabilire la tradizione religiosa ebraico-giudaica all'interno della cultura e della lingua dell'ellenismo. l principale prodotto letterario del movimento fu la Septuaginta, mentre gli autori principali furono Filone di Alessandria e Giuseppe Flavio. Alcuni studiosi considerano anche Paolo di Tarso un ellenista
Si verificò un generale deterioramento nei rapporti tra ebrei ellenizzati ed ebrei religiosi, che portò il re seleucide Antioco IV Epifane a bandire alcuni riti e tradizioni religiose ebraiche. Il suo scopo era quello di trasformare Gerusalemme in una polis greca, da chiamarsi Antiochia. In particolare, decretò la pena di morte per chiunque osservasse il sabato o praticasse la circoncisione, ridedicò il tempio ebraico a Zeus e obbligò gli ebrei a mangiare carne di maiale.  Di conseguenza, gli ebrei ortodossi si ribellarono contro il sovrano greco portando alla formazione di un regno ebraico indipendente, noto come dinastia degli Asmonei, che durò dal 165 a.C. al 63 a.C. Essa ebbe fine a seguito di una guerra civile. Il popolo, che non voleva continuare ad essere governato da una dinastia corrotta ed ellenizzata, fece appello a Roma per l'intervento, portando a una totale conquista romana e all'annessione del paese
Tuttavia, le questioni culturali rimasero irrisolte. La questione principale che separava gli ebrei ellenisti da quelli ortodossi era l'applicazione delle leggi bibliche in una cultura ellenistica (melting pot). Un problema era la circoncisione , che era ripugnante per una mente greca. Alcuni teorizzano che i primi cristiani provenissero in gran parte dal gruppo di ebrei ellenizzati che erano meno attaccati ai rituali, alle filosofie e alle pratiche ebraiche.

### Concilio di Gerusalemme
Il Concilio di Gerusalemme (cf. Atti 15) del 50 d.C. circa fu il primo incontro del cristianesimo primitivo chiamato a considerare l'applicazione della Legge mosaica alla nuova comunità. ello specifico, doveva considerare se i nuovi gentili convertiti al cristianesimo fossero obbligati a sottoporsi alla circoncisione per la piena appartenenza alla comunità cristiana, nella consapevolezza che la questione aveva implicazioni più ampie, poiché la circoncisione era il segno "perenne" dell'Alleanza abramitica.
Le differenze interpretative moderne derivano dalla comprensione dell'uso della parola "Legge" negli scritti di Paolo (es. Galati 3:10) come riferito solo alla Legge mosaica (Torah), sebbene nel I secolo l'esegesi ebraica aveva molteplici significati che includevano anche le leggi civili ebraiche e romane.
A quel tempo, la comunità cristiana si sarebbe considerata una parte della più ampia comunità ebraica, dato che la maggior parte dei leader della Chiesa erano o ebrei o proseliti ebrei.
La decisione del Concilio venne chiamata Decreto Apostolico (Atti 15:19-21) e fu che la maggior parte della legge mosaica, compreso il requisito della circoncisione dei maschi, non fosse obbligatoria per i convertiti Gentili, forse per facilitarli nell'unirsi alla religione cristiana. Tuttavia, il Concilio ha mantenuto i divieti contro il consumo di carne contenente "sangue", la carne di animali non uccisi in modo adeguato, contro la "fornicazione" e il "culto degli idoli". A partire da sant'Agostino, molti hanno visto un collegamento con la legge di Noè (Genesi 9), mentre alcuni studiosi moderni rifiutano tale collegamento e vedono invece come base Levitico 17-18.
In Atti 15:19-21, Giacomo invita i credenti ebrei a capire il suo ragionamento per scrivere lettere ai credenti gentili. 
Il Decreto Apostolico può essere un grande atto di differenziazione della Chiesa dalle sue radici ebraiche, la prima delle quali è il rifiuto di Gesù. il Decreto creò una categoria di persone che erano membri della comunità cristiana -che si considerava ancora parte della comunità ebraica- le quali non erano considerati convertiti a pieno titolo da quest'ultima. Questi convertiti parziali furono accolti nella più ampia comunità ebraica, ma, in quanto Gentili, erano esclusi dal Tempio vero e proprio e da certi riti.

### Marcione
A metà del II secolo il vescovo Marcione propose di rifiutare l'intera Bibbia ebraica, anzi considerava il Dio ivi ritratto come una divinità minore, un demiurgo
La sua posizione, tuttavia, fu fortemente respinta dal cristianesimo proto-ortodosso , in particolare da Tertulliano e sant'Ireneo.
I termini Antico Testamento e Nuovo Testamento sono tradizionalmente ascritti a Tertulliano; alcuni studiosi propongono invece Marcione come fonte, mentre altri studiosi propongono che Melitone di Sardi abbia coniato la locuzione Antico Testamento.

### Johannes Agricola
Nel 1525 Johannes Agricola avanzò la dottrina secondo la quale la Legge non era più necessaria ai cristiani rigenerati. Questa posizione fu però fortemente respinta da Lutero e nella Formula della Concordia come antinomismo.

### Lev Tolstoj
Nel 1894 Lev Tolstoj pubblicò Il regno di Dio è in voi in cui avanzò la dottrina secondo cui il Discorso della Montagna di Gesù, inclusa la sua Antitesi della Legge , era il vero messaggio di Gesù. Sebbene Tolstoj non abbia mai effettivamente utilizzato il termine "anarchismo cristiano", le recensioni del suo libro sembrano aver coniato il termine.

### Studi recenti
Studiosi recenti che hanno influito nel dibattito sulla legge includono: Frederick Fyvie Bruce, Rudolf Bultmann, Heikki Räisänen, Klyne Snodgrass, CEB Cranfield, così come membri del movimento New Perspective on Paul.
Nel 1993 la casa editrice Zondervan pubblicò il volume intitolato The Law, the Gospel, and the Modern Christian: Five Views in cui i suoi autori hanno presentato e dibattuto cinque punti di vista protestanti moderni sull'argomento. Willem A. VanGemeren ha presentato una visione riformata non teonomica;  Greg L. Bahnsen ha presentato la visione teonomica riformata; Walter C. Kaiser Jr. ha presentato la propria visione; Wayne G. Strickland ha presentato la propria visione dispensazionalista; Douglas J. Moo ha presentato ciò che chiama una visione luterana modificata, che è in tutto tranne che nel nome un approccio proprio della Nuova Teologia dell'Alleanza.